# Елшанка (Красноармейский район)
Елшанка (нем. Husaren) — село в Красноармейском районе Саратовской области, на левом берегу реки Иловля, в 95 км к юго-западу от Саратова. Основано в 1765 году как немецкая колония Гусарен.
Население — 257 чел. (2010).

## Название
Немецкое название Гусарен (нем. Husaren) связано с православными гусарами, охранявшими вызывателя (лица, организовавшего переселение) Дебофа и причисленных к колонии. По указу от 26 февраля 1768 года о наименованиях немецких колоний получила официальное название Елшанка, от речки, при которой она располагалась.

## Историческая справка
Колония Гусарен основана в 1765 году в результате переселения 14 семей из Майнца, Эльзаса и Польши. В 1830 году в колонию прибыло несколько католических семей из колонии Францозен (Россоши). Колония входила в состав Каменского колонистского округа (после 1871 года — Каменской волости) Камышинского уезда Саратовской губернии. В 1774 году колония была разграблена пугачевцами.
Церковная община относилась к деканату Каменка, с 1865 года — деканату Гусарен. Деревянная церковь, крытая железом, построена в 1859 году. Помимо католиков, в селе также проживали православные, обрусевшие греки.
В 1862 году в колонии отмечено 104 двора, действовали римско-католическая церковь, школа, сарпиночная фабрика, маслобойня и 7 мельниц.
Во второй половине XIX века отмечается выбытие населения из колонии. В 1871 году 15 человек выбыли в Самарскую губернию, в 1876 году 5 семей выехали в Бразилию, в 1886 году выбыло ещё 5 семей. В 1886 году в Елшанке насчитывалось 9 промышленных заведений, один кабак и три лавки. В поселении имелся один хлебозапасный магазин. Сеяли рожь, пшеницу, овес, ячмень, подсолнухи, кроме того, выращивали капусту, картофель и коноплю. Действовала трехпольная система хозяйства. Треть посевов занимала рожь, из яровых культур предпочитали пшеницу. Хлеб продавали в Камышин и Нижнее Банное. В колонии имелись каменщики, которые уходили на строительство домов (из дикого камня) в период после завершения пахоты и до уборки сена и осенью после уборки хлеба. Из других ремесленников в 1887 году также были: синельщики, сапожники, портные, печники, плотники, бондари, кузнецы, ткачи и музыканты.
В 1894 году в селе насчитывалось 188 дворов: 50 деревянных строений, 128 каменных, крытых железом — 1, тесом — 88, соломой — 99. Селение построено но утверждённому плану и разделено на кварталы по три двора. Действовала церковно-приходская школа, открытая со времени поселения колонии, имелся пасторат, общественная кузница, 52 колодца.
В начале 1920-х население села сократилось вследствие голода: в 1921 году в селе родилось 88 человек, умерло — 191. В 1920-х образован Гусаренский сельсовет.
В сентябре 1941 года немецкое население села, как и других населённых пунктов АССР немцев Поволжья, было депортировано в Сибирь и Казахстан.

## Физико-географическая характеристика
Село находится в лесостепи, в пределах Приволжской возвышенности, являющейся частью Восточно-Европейской равнины, на левом берегу реки Иловля. Высота центра населённого пункта — 188 метров над уровнем моря. В окрестностях села распространены чернозёмы (без разделения) и пойменные засоленные почвы (в пойме Иловли).
По автомобильным дорогам Елшанка расположена в 120 км от Саратова и 46 км от районного центра города Красноармейск. Ближайший крупный город Камышин Волгоградской области расположен в 83 км к югу от села. Ближайшая железнодорожная станция Каменка железнодорожной линии Петров Вал — Саратов III Приволжской железной дороги расположена в 4 км к югу от Елшанки в одноимённом селе.
Часовой пояс
Елшанка, как и вся Саратовская область, находится в часовой зоне МСК+1. Смещение применяемого времени относительно UTC составляет +4:00.

## Население
Динамика численности населения по годам:
| 1765 | 1767 | 1773 | 1788 | 1798 | 1816 | 1834 | 1850 | 1859 | 1883 | 1897 | 1905 | 1911 | 1920 | 1922 | 1926 | 1931 | 1987 | 2002 |
| ---- | ---- | ---- | ---- | ---- | ---- | ---- | ---- | ---- | ---- | ---- | ---- | ---- | ---- | ---- | ---- | ---- | ---- | ---- |
| 39   | 95   | 123  | 137  | 195  | 261  | 635  | 1051 | 1188 | 1426 | 1516 | 1858 | 2179 | 1988 | 1417 | 1616 | 1814 | ≈390 | 314  |

| 2002 | 2010 |
| ---- | ---- |
| 318  | ↘257 |